# Karl Baumgarten
Karl Baumgarten   (Berlín, 31 de desembre de 1914 - 2001) va ser un atleta neerlandès, especialista en els 400 metres, que va competir durant la dècada de 1930.
Nascut en el sí d'una família jueva d'origen alemany, la família es va traslladar a La Haia el 1916. El 1923 van tornar a Alemanya durant cinc anys, i des del 1928 van viure definitivament als Països Baixos. El seu germà Heinz també destacà com a atleta. Ambdós començaren a practicar l'atletisme el 1935. Karl va ser candidat a competir als Jocs Olímpics de Berlín de 1936, però en no tenir la ciutadania neerlandesa ho va impedir. Aquesta ciutadania l'obtindria a finals de 1939, mentre Heinz hagué d'esparar a la fi de la Segona Guerra Mundial. Amb tot, el 1938 van participar al Campionat d'Europa d'atletisme, disputat a París, on en Karl va guanyar una medalla de plata en la prova dels 400 metres. El 1938 i 1939 fou campió nacional dels 400 metres. Va posseir el rècord nacional dels 400 metres i del 4×400 metres.

## Millors marques
- 400 metres. 48,0" (1938)